# Swing Jørgens Rytmecirkus
Swing Jørgens Rytmecirkus blev dannet i 1970.
Jørgen Wenndorf Jørgensen (Swing Jørgen) var orkesterleder, komponist, arrangør, tekstforfatter, trompetist og sanger.
Første besætning: 
Swing Jørgen, Hans Holbroe (altsax), Jens Nøhr (bassun), Leif Bjerreborg (guitar), Stig Præstvang (kontrabas), Bibo Nykjær Jørgensen (trommer).
Efter engagement på restaurant Sommerlyst på bakken (1971), hvor orkestret spillede og akkompagnerede Poul Dissing, Pedro Biker, Peter Abrahamsen (Cæsar), Bakkens Trille, samt med duoen "Med kærlig hilsen", forlod Stig Præstvang og Leif Bjerreborg orkestret og blev erstattet af Alfred Lauritzen (kontrabas), som nu spiller med Ricardo's Jazzmen og Jan Ferslev (guitar), som senere medvirkede i Vesterbros ungdomskor sammen med Bo Schøler. Desuden kom Carsten Lund, som tidligere havde spillet med Poul Dissing og nu spiller med Nulle og Verdensokestret, til Rytmecirkus.

## Musikudgivelser
- Bakkens Trille med Swing Jørgens Rytmecirkus (single 1972)
- Swing Jørgens Rytmecirkus (Producer Walter Kläbel, LP 1973)
- Politiske Politiker (Producer Walter Kläbel, single 1974)
- Tusnelda (Tekst og Producer Kim Larsen, single 1975)
- Nab' Buketten (Producer Tommy Seebach, LP 1977)
- En dejlig dag (Tekst Bitten Kønig, Producer Tommy Seebach, single 1985)
- Swing Jørgen (Tekst Bitten Kønig, Producer JK-musik, CD 2003)